# Lahnen
Ursprünglich stammt der Begriff Lahnen aus der Falknersprache und bedeutete das heftige Futterbetteln der zu Falknern zurückkehrenden Beizvögel. Dies ist hauptsächlich bei Jungvögeln zu beobachten, die – selbst in freier Natur – noch nicht fähig sind, selbst Beute zu machen. Das Lahnen ist insbesondere bei Geiern, aber in abgeschwächter Form bei allen Habichtartigen mehr oder weniger ausgeprägt. In der Falknerei lahnen die Tiere länger als in der naturellen Aufzucht durch die Eltern.
Jungvögel lahnen nach ihren Eltern, wenn sie einer Art angehören, in der sie nahezu keine natürlichen Feinde haben, denn ein Elterntier ist immer in der Nähe. Andere Arten lahnen erst, wenn sie die Eltern sehen, oder sich diese in der Nähe befinden.
In der modernen Vogelkunde wird unter Lahnen sowohl das Futterbetteln der Jungvögel gegenüber ihren Eltern als auch das ritualisierte Futterbetteln des paarungsbereiten Weibchens gegenüber dem Männchen verstanden.